# 孟賁
孟贲（?—?），中国战国时期卫国的勇士。相传他力大无穷，与夏育、乌获并称。
《帝王世纪》称他即是秦武王信任的勇士齐国人孟说，孟说因秦武王举鼎而死事件被族灭。杨宽《战国史》认为孟贲是勇士，孟说是力士，国籍也不同，并非一人。